# Fuga de amoniaco en Oaxaca
La fuga de amoníaco en Oaxaca fue un hecho que ocurrió el martes 20 de agosto de 2013, aproximadamente a las 14.30, cuando empleados de la compañía constructora Cuadro Rojo dañaron un ducto de la petrolera Pemex produciendo la pérdida del gas tóxico que provocó 9 muertes, 40 intoxicados y la evacuación de 1200 personas.
La fuga ocurrió en una zona rural del Istmo de Tehuantepec, cerca de los poblados de Chivaniza y Campo Nuevo, pertenecientes al municipio de Asunción Ixtaltepec.

## Hechos
Aproximadamente a las 14.30 horas la constructora Cuadro Rojo trabajaba, por encargo de la Secretaría de Comunicaciones y Transporte, en la ampliación del tramo La Ventosa-Acayucan de la carretera Transístmica (Carretera Federal 185), cuando debido a una mala maniobra de la maquinaria golpearon un ducto de 10 pulgadas perteneciente a Pemex, que iba desde Salina Cruz a Cosoleacaque. El golpe rompió el tubo dejando escapar el amoníaco que transportaba. En consecuencia nueve de los trabajadores fallecieron, la mayoría de ellos cerca del lugar donde estaban realizando el trabajo, varios más resultaron intoxicados debiendo ser trasladados a las clínicas cercanas.
El paso vehicular sobre la carretera Transístmica quedó interrumpido. Como medida de seguridad Pemex procedió al cierre de válvulas y al corte del suministro del producto.
Personal de Protección Civil de Matías Romero, ambulancias de la Cruz Roja y militares de infantería se movilizaron al lugar para brindar ayuda a los pobladores afectados por la nube tóxica que cubría la región.
Pasadas las 6 p. m. del martes 20 el escape del gas de amoniaco fue controlado, pero las personas evacuadas empezaron a regresar a sus casas el jueves 22, puesto que en la zona todavía podía respirarse el químico, que de hecho pudo percibirse por varios días más.

## Consecuencias

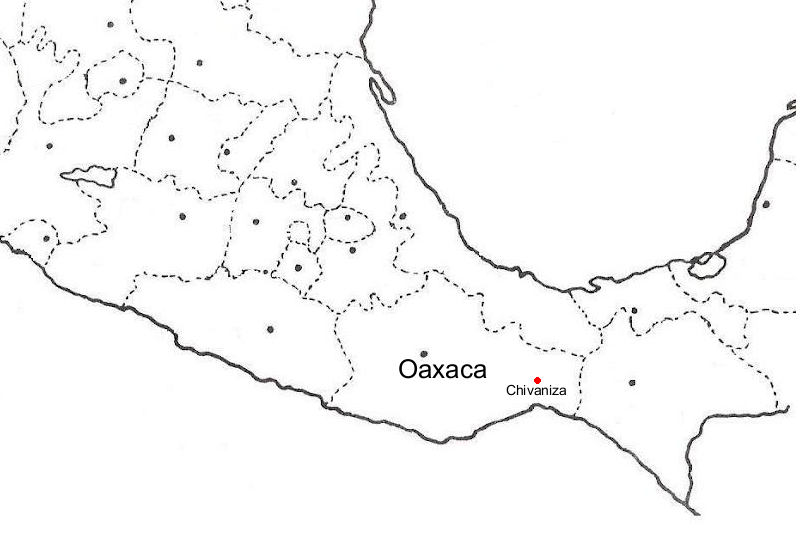
La fuga se produjo cerca de la población de Chivaniza.

La fuga de amoniaco provocó nueve muertes, todas ellas de trabajadores.
| Identidad                     | Edad    |
| ----------------------------- | ------- |
| Atanasio Hernández Torres     | 52 años |
| Mario Alberto López Hernández | 21 años |
| Horacio Zárate Villalobos     | 53 años |
| Juan José Nava Orozco         | 41 años |
| Rafael Domínguez Cruz         | 49 años |
| Rafael Iván Rodríguez Reyes   | 16 años |
| Alfredo Rodas Rivera          | 69 años |
| Gustavo Nieto Sánchez         | 40 años |

- Una persona no fue identificada.[12]

Además de las nueve muertes y las cuarenta personas intoxicadas, el escape del gas y su consecuente propagación obligó que las familias de las comunidades de Chivela, El Morrito, El Mezquite, Río Grande, Almoloya y Mazahua fueran enviadas a centros de evacuados. También resultaron dañadas cinco mil hectáreas de frijol, maíz, forraje mejorado y sandía.

## Falta de documentos
De acuerdo con Pemex, el permiso que tenía la constructora para trabajar por donde cruzaban los ductos había vencido el 7 de agosto, 13 días antes de que se produjera el hecho. Su permiso no se renovó ya que Cuadro Rojo había informado que trabajaría sobre terraplenes fuera del derecho de vía.
El gobierno de Oaxaca anunció que intervendrá para que la empresa constructora cubra los daños y las indemnizaciones que correspondan.